# 八極拳
八極拳（はっきょくけん、繁体字: 八極拳; 簡体字: 八极拳; 拼音: Bājíquán）とは、清代の中国河北省滄州の孟村に発祥したと伝えられる中国武術である。開門八極拳、半歩拳法などの別名がある。
その名前の基となった理念は、「八極（『淮南子』にある八紘より外のこと）すなわち八方の極遠にまで達する威力で敵の門（防御）を打ち開く（破る）」というものである。
一瞬で激烈な技を打ち出すことを特徴とし、中国拳法の中でも屈指の破壊力を誇る。

## 特徴
八極拳は、敵と極めて接近した間合いで戦うことを得意とし、その八極拳の風格は中国において「陸の船」とも形容され、細密な歩法と手技をもって敵のガードを開き強力な一撃を打ち込む。
突きや掌での攻撃の他、肘撃（肘を使った攻撃）や靠撃（肩や背面部で敵を打ち付ける攻撃）など、近接での体当たり戦法的な技法も重視される。独特の震脚（足をどしんと踏み落とす動作をいう）動作を伴う重心移動や体勢の急激な展開動作を行うことを主な攻撃力（勁力）の源とする。
他派と比べて比較的遠い間合いでの戦闘に不利であることから、近接短打以外の技法を補完する目的で、劈掛拳や蟷螂拳などと併習して学ぶ系統も存在する。
八極を学ぶ者は、馬歩椿歩などの基本功（基礎訓練法）と、八極小架（小八極とも呼ばれる）という套路（型）で基礎的な実力を養成し、熟練した後は八極拳（大八極とも呼ばれる）、六大開拳及び八大招式などの套路（型）で実戦技法を学び訓練する。その他に、流派によって異なるが、金剛八式、四郎寬、八極連環、八極双軌、八陣拳などの套路がある。
花招(見せかけのみの技)が全くなく、質実純朴にしておおらかでさえあり、一道一式といわれ、簡潔であり、その各動作の目的は抗敵・応敵にしかない。美観を追求せず、ただ実用効果のみを求める武術でもある。

## 歴史
八極拳の起源については複数の説が存在するが、はっきりしているものは18世紀に河北省滄州のイスラム教を信仰する回族の居住地域であった孟村の住人であり、勇敢かつ文武両道で知られた呉鐘（ごしょう）がこの拳技を授かったことに端を発したものである。また、孟村へ広めたのは呉鐘の娘である呉栄によるものであるという説もある。
呉鐘がこの拳技を授かったとする説はふたつあり、ひとつは滄州地方の郷土史をまとめた「滄県志」の一項目「人物志－武術」に記載されたもので、呉鐘が癩（らい）と名乗る遊方の道士よりこの拳技を学んだとするものである。癩は呉鐘へ拳技を授けるとやがていずこかへ去ったが、その後、癩の弟子と称する癖（へき）と名乗る道士が呉家を訪れ、大槍法と八極秘訣という文書を一巻授けたとされる。もうひとつは河南省焦作県にある岳山寺の僧、張岳山が還俗して遊歴している途中、その当時山東省慶雲県後庄科村に居住していた呉鐘へ八極拳と六合大槍法を伝授したとされるものである。いずれの説でも習得したとされる六合大槍は21世紀においても途絶えず八極拳と併習され、主力兵器となっている。
また、八極拳の古名は河北省滄県東南郷の土名（俗称）である巴子拳（Bǎzi quán）と表記されていたとされ、その名は戚継光が著した「紀效新書」に記載されている「巴子拳棍」に見られる。巴子拳の「巴子」とは五指の第二関節を折り曲げて握る中空の手形（拳の作り）のことであるが、この手形を多用していたために巴子拳と呼ばれる。劉雲樵が自著で語ったところによれば、中国北方においては巴は鈀の略字として記載されることが多く、本来は「鈀子拳」であるとしている。鈀子とは農耕用具の鍬を指し、手形がこれに似るところからそう呼ばれたという。この巴子拳が八極拳の源流であるとの説もあり、後年、呉鐘によって八極拳へ改められたとも言われている。（現代の上海語では巴子は田舎者、ダサい人に対する蔑称になる。）
明代には戚継光の「紀效新書」「拳経序文」を原典とした「武備志」が茅元儀により著されたが、これに記載されている把子拳（巴子が拳棍）も同種の拳であったとする説もある。資料によっては把子棍槍との記述もあり、八極拳の母体となったものは棍術ないし槍術などの長兵器術であったと思われる。
八極拳は当初、孟村の回族を中心に伝えられていたが、漢族が多く住む地域の羅疃へも伝わり、やがて孟村の回族の系統と羅疃の漢族の系統に分かれて伝えられるようになった。八極拳が中国全土へ普及する切っ掛けとなったのは、南京中央国術館がふたつの教習学科「少林門」と「武当門」に共通する正課として、団体訓練用八極拳教材（別名・八極小硬架）を制定したことにはじまる。南京中央国術館の支部が拡大するにつれて八極拳の知名度は上がり、普及していった。
団体訓練用八極拳は、名前のとおり集団が一斉に練習することが容易になるよう八極拳の套路を改変したもので、八極小架を教わる前の段階で学ぶ套路の小小八極（八極架）と、八極拳を基にして新たに作られた。八極拳と混同され易いが技法内容は八極拳よりも遥かに簡素であり、より対打としてそのまま使い易く出来ている。後にこの套路は軍隊においても採用され、軍隊用八極拳ともいわれた。
日本での八極拳の普及については武術史研究家・随筆家として著名な松田隆智の功績が大である。松田はその著書によって初めて一般大衆に八極拳を紹介し、武術愛好者たちの興味を喚起した。当初松田が紹介した系統は台湾に伝えられた武壇系八極拳であったが、その他の系統についても松田の影響を受けた後進たちが続々と導入し、殆ど全ての系統が日本には出揃った。なお、在日華僑の武術家であった張世忠は全日本中国拳法連盟の創始者佐藤金兵衛の要請によって、松田の紹介以前から八極拳の指導を行っていたという。
伝承者としては、羅疃出身の李書文と孟村出身の馬英図などが著名である。李書文は比武（決闘）を好み、激しい気性の人物だったようで、彼に関する逸話は過激なものが多い。伝説ではほとんどの敵を最初の牽制の一撃のみで討ち果たしたといい、李書文に「二の打ちいらず、一つあれば事足りる。」との歌があったとされる。
近年になって、八極拳のルーツであるとして「少林寺八極拳」なる門派が嵩山少林寺近郊において教授されているが、技術書を見る限りでは、どの套路もかつて多く普及したこの小硬架を模倣したものと思われる。

李書文と李瑞東の交流により少林拳の秘技・金剛八式が八極拳に取り入れられ、他派八極拳も取り入れる様になったと言う説がある。
金剛八式は少林金剛拳という套路から技を抜き出して構成されており、少林金剛拳の套路は風格やスピードは少林拳のものであるが、動作を静止させて一枚の画像として動作を見ると、八極拳にかなり相似した動作がある。

武壇八極拳では奥伝の八大式が金剛八式の事であり（徐紀師範がネット上で情報を公開）、強式八極拳でも奥伝として伝えられる。

## 侍従武官
ラストエンペラーと知られる溥儀の侍従武官であった霍殿閣（李書文の開門弟子）は八極拳の使い手であり、その孫の霍文学は中国人民解放軍で武術教官も務めている。また劉雲樵（李書文の関門弟子）は中華民国総統蒋経国の侍衛隊の教官であったなど、李書文の八極拳は実用性が高い事が八極拳学習者や研究者の間では広く知られている。　

## メディアにおける取扱い
日本では、八極拳は中国武術の中でも漫画やテレビゲームなどで取り上げられる事が多い流派である。
その嚆矢として、漫画の『男組』（1974年～1979年連載）がある。劇中、主人公で陳家太極拳の使い手である流全次郎が、八極拳に対して全く歯が立たず、その後八極拳を身に着けることで宿敵を倒していく様が描かれている。
続いて、漫画『拳児』（1988年～1992年連載）では、主人公は若き八極拳の修行者という設定であり、具体的な八極拳の練習の様子から実戦までもが専門的な解説を踏まえて詳細に描かれ、八極拳の特徴が一般に知られる重要なきっかけとなった。
これら2つのマンガ作品においては、松田隆智の影響が大きい。『男組』では協力、『拳児』においては原作者として関わっている。
以上のようにマンガ作品の中で取り上げられた影響もあり、次に、ゲーム開発者らが八極拳を格闘ゲーム中に採用する例が相次いだ。中でもセガの『バーチャファイター』の主人公結城晶が、八極拳を使うキャラクターとして知名度が高い。
スクウェア（現：スクウェア・エニックス）の『エアガイツ』においては、実在した武術家李書文が登場するなど、八極拳のゲーム業界における人気度をうかがうことができる。
なお、バーチャファイター中の八極拳は、清朝の皇帝親衛隊が扱う八極拳に苦しめられた日本軍が晶の祖父に命じて独自に開発させたものをベースとしているという設定で、実在の八極拳をモデルにした架空の「結城流八極拳」ともいうべきものである。このゲーム中の八極拳を、あえて取り入れている作品もある（マンガ『エアマスター』中の登場人物、駒田シゲオ参照）。
機動戦士ガンダムSEEDおよびその外伝に当たる機動戦士ガンダムSEED ASTRAYに登場するM1アストレイは劇中で八極拳の動作を見せている。
これは、アストレイの主人公の一人ロウ・ギュールがアストレイレッドフレームに八極拳の動作を教え込んでいたのに起因する。
Fateシリーズに登場する言峰綺礼は作中で八極拳をベースとした独自の殺人拳を用いての戦闘を繰り広げている。
エンターテインメントのメディアでの露出増加にともなって、日本国内での八極拳練習者は増加した。
八極拳を学んだ日本人または日本在住の中国人が指導を行う練習会や道場の数も増え、テレビや雑誌の取材も少数ながら見られるようになった。

## 八極拳が登場するメディア創作物
漫画・アニメーション
- 拳児（剛拳児）
- 男組
- エアマスター（駒田シゲオ、ジョンス・リー）※駒田はゲームから覚えた我流。
- GANTZ
- 史上最強の弟子ケンイチ（白浜兼一、谷本夏）※白浜より、谷本の方が専門的に習得している。
- 一勝千金 (柚巴・リー)
- 蒼天の拳（金克栄）
- SABER CATS
- ラブひな
- 魔法先生ネギま!
- べるぜバブ
- ハチワンダイバー
- 戦姫絶唱シンフォギア（立花響）※風鳴弦十郎から師事を受けて習得。
- アンデッドアンラック ※厳密には八極拳を元にした架空の拳法「真八極」

ゲーム
- バーチャファイター（結城晶）※厳密には八極拳を元にした架空の拳法「結城流八極拳」
- バイオハザードre4 アルバート・ウェスカー(ゲームモードマーセナリーズ内にて八極拳と思われる体術を使用している)
- ファイターズヒストリー（李典徳）
- 餓狼伝説（タン・フー・ルー）※厳密には八極拳を元にした架空の拳法「八極正拳」
- 餓狼 MARK OF THE WOLVES（牙刀）
- シェンムー （芭月涼、紅秀瑛）
- クロヒョウ 龍が如く新章 (右京龍也、張孝明)
- ザ・キング・オブ・ファイターズ（椎拳崇）
- ストリートファイターIII（ユン・ヤン）
- トバル2（チャコ・ユタニ）
- MELTY BLOOD（有間都古）※誰かに師事したわけではなく、見よう見まねの「なんちゃって八極拳」

- マックス アナーキー（ビッグ・ブル）※厳密には八極拳を元にした架空の拳法「JET八極拳」
- Fateシリーズ（言峰綺礼、遠坂凛、李書文）
- デッド オア アライブ4（こころ）
- 鉄拳6（レオ）
- D.C. 〜ダ・カーポ〜
- エアガイツ（李書文）